# Walsum
Walsum is de noordelijkste deelgemeente (Stadtbezirk) van de Kreisfreie Stadt Duisburg. Het bestaat uit zes Ortsteile.
Walsum werd in 1144 voor het eerst genoemd als Walsheim. De plaats kreeg in de 20ste eeuw verschillende industrieën en kreeg in 1958 stadsrechten. Walsum behoorde van 1905 tot 1974 tot de toenmalige Kreis Dinslaken, waarna het door Duisburg werd geannexeerd.
In Walsum werd tot 2008 steenkool gewonnen. Naast de voormalige mijn bevindt zich de kolengestookte elektriciteitscentrale Duisburg-Walsum. Daarnaast heeft Walsum een papierfabriek, die sinds 2001 in handen is van Norske Skog. Tussen 1919 en 1982 bouwde de Rheinwerft in Walsum binnenvaartschepen.
Vanuit Walsum wordt een veerdienst onderhouden naar het op de linker Rijnoever gelegen Orsoy.
Mensen met de Nederlandse achternaam Van Walsum zijn naar deze stad vernoemd.
Stadtbezirke: Duisburg-Mitte · Duisburg-Süd · Hamborn · Homberg/Ruhrort/Baerl · Meiderich/Beeck · Rheinhausen · Walsum

Wijken: Aldenrade · Altstadt · Baerl · Beeck · Beeckerwerth · Bergheim · Bissingheim · Bruckhausen · Buchholz · Dellviertel · Duissern · Fahrn · Friemersheim · Großenbaum · Alt-Hamborn · Hochemmerich · Hochfeld · Hochheide · Homberg · Huckingen · Hüttenheim · Kaßlerfeld · Laar · Marxloh · Meiderich · Mündelheim · Neudorf · Neuenkamp · Neumühl · Obermarxloh · Overbruch · Rahm · Rheinhausen-Mitte · Röttgersbach · Ruhrort · Rumeln-Kaldenhausen · Ungelsheim · Alt-Walsum · Vierlinden · Wanheim-Angerhausen · Wanheimerort · Wedau · Wehofen